# Fjellstrand
Fjellstrand est une localité de la municipalité de Nesodden, dans le comté d'Akershus, en Norvège.

## Description

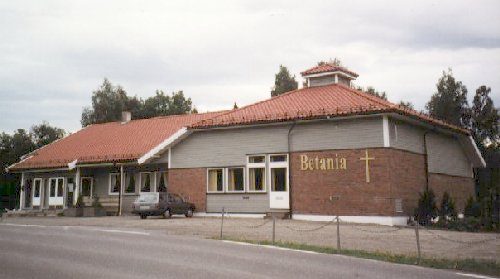
Betania

Fjellstrand est une zone résidentielle sur le côté est de l'Oslofjord intérieur. Elle est à environ 8 km au nord de la ville de Fagerstrand.Elle a connu un essor en tant que station balnéaire juste après la Première Guerre mondiale puis a continué son développement résidentiel.
La communauté chrétienne et sa maison "Betania", située au centre de ce district rural, a acquis une certaine importance dans la région. L'endroit par certains souvent désigné comme la ceinture biblique de l'est de la Norvège. Dagfinn Høybråten, le leader du Parti chrétien-démocrate (KrF) a contribué à son établissement.